# Turn- und Sportgemeinschaft 1899 Hoffenheim 2013-2014 (femminile)
Questa voce raccoglie le informazioni riguardanti la squadra femminile del Turn- und Sportgemeinschaft 1899 Hoffenheim nelle competizioni ufficiali della stagione 2013-2014.

## Divise e sponsor
La grafica era la stessa dell'Hoffenheim maschile. Il main sponsor era SAP mentre lo sponsor tecnico, fornitore delle tenute da gioco, era Puma.
| Casa | Trasferta | Terza divisa |

## Organigramma societario
Tratto dal sito ufficiale, aggiornato al 22 marzo 2015.
Area tecnica
- Allenatore: Jürgen Ehrmann
- Vice allenatore: Jürgen Grimm, Kai Altig
- Preparatore dei portieri: Wilfried Klotz
- Preparatori atletici:
- Medici sportivi:
- Fisioterapisti:

## Rosa
Rosa, ruoli e numeri di maglia come da sito ufficiale, aggiornati al 22 marzo 2015, integrati dal sito della Federcalcio tedesca (DFB).
| N. |                     | Ruolo | Calciatrice         |
| -- | ------------------- | ----- | ------------------- |
| 1  | Croazia (bandiera)  | P     | Martina Tufeković   |
| 2  | Germania (bandiera) | D     | Lena Weiss          |
| 3  | Giamaica (bandiera) | C     | Tiffany Cameron     |
| 4  | Germania (bandiera) | D     | Kristin Demann      |
| 5  | Germania (bandiera) | D     | Madita Giehl        |
| 6  | Italia (bandiera)   | C     | Vanessa Giangrasso  |
| 7  | Svizzera (bandiera) | C     | Martina Moser       |
| 8  | Germania (bandiera) | C     | Christine Schneider |
| 9  | Germania (bandiera) | A     | Annika Eberhardt    |
| 10 | Germania (bandiera) | A     | Sabine Stoller      |
| 11 | Germania (bandiera) | C     | Selina Häfele       |
| 12 | Germania (bandiera) | C     | Stephanie Breitner  |
| 13 | Giappone (bandiera) | A     | Mana Iwabuchi       |
| 14 | Germania (bandiera) | A     | Lina Bürger         |

| N. |                     | Ruolo | Calciatrice        |
| -- | ------------------- | ----- | ------------------ |
| 15 | Germania (bandiera) | A     | Leonie Keilbach    |
| 16 | Germania (bandiera) | D     | Selina Hünerfauth  |
| 17 | Germania (bandiera) | C     | Janina Meißner     |
| 18 | Germania (bandiera) | C     | Anne Fühner        |
| 19 | Germania (bandiera) | C     | Judith Steinert    |
| 20 | Germania (bandiera) | C     | Theresa Betz       |
| 21 | Germania (bandiera) | D     | Leonie Pankratz    |
| 22 | Germania (bandiera) | A     | Susanne Hartel     |
| 25 | Germania (bandiera) | P     | Kristina Kober     |
| 26 | Germania (bandiera) | D     | Anne Rheinheimer   |
| 27 | Germania (bandiera) | A     | Silvana Chojnowski |
| 31 | Germania (bandiera) | P     | Alisa Vetterlein   |
| 32 | Germania (bandiera) | D     | Tamar Dongus       |
| 33 | Germania (bandiera) | A     | Fabienne Dongus    |

## Calciomercato

### Sessione estiva
| Acquisti | Acquisti           | Acquisti           | Acquisti                        |
| R.       | Nome               | da                 | Modalità                        |
| -------- | ------------------ | ------------------ | ------------------------------- |
| P        | Alisa Vetterlein   | Wolfsburg          | definitivo                      |
| D        | Kristin Demann     | Turbine Potsdam    | definitivo                      |
| D        | Tamar Dongus       | Sindelfingen       | definitivo                      |
| D        | Leonie Pankratz    | Boavista           | definitivo                      |
| C        | Silvana Chojnowski | 1. FFC Francoforte | definitivo                      |
| C        | Fabienne Dongus    | Sindelfingen       | definitivo                      |
| A        | Lina Bürger        | Hoffenheim II      | aggregata dalla squadra riserve |

| Cessioni | Cessioni        | Cessioni           | Cessioni                       |
| R.       | Nome            | a                  | Modalità                       |
| -------- | --------------- | ------------------ | ------------------------------ |
| P        | Anke Preuß      | 1. FFC Francoforte | definitivo                     |
| P        | Nicole Vuk      | Hoffenheim II      | aggregata alla squadra riserve |
| D        | Stefanie Zinner | ETSV Würzburg      | definitivo                     |
| C        | Chantal Fuchs   | Karlsruhe          | definitivo                     |
| A        | Jennifer Schlee | Niederkirchen      | definitivo                     |

### Sessione invernale
| Acquisti | Acquisti        | Acquisti       | Acquisti   |
| R.       | Nome            | da             | Modalità   |
| -------- | --------------- | -------------- | ---------- |
| A        | Tiffany Cameron | FC Kansas City | definitivo |

| Cessioni | Cessioni | Cessioni | Cessioni |
| R.       | Nome     | a        | Modalità |
| -------- | -------- | -------- | -------- |
|          |          |          |          |

## Risultati

### Frauen-Bundesliga

#### Girone di andata
| Arbitro: | Söder (Norimberga) |

|              |           |  |
| Iwabuchi 90’ | Marcatori |  |

| Arbitro: | Wozniak (Herne) |

|                                            |           |            |
| Martens 16’ Neboli 64’ Oster 80’ Ramos 83’ | Marcatori | 89’ Hartel |

| Arbitro: | Eisenhardt (Holzgerlingen) |

|                   |           |                       |
| T. Knaak 10’, 66’ | Marcatori | 62’ Pankratz 85’ Betz |

| Arbitro: | Schultz (Wolfsburg) |

|                 |           |                                    |
| Hartel 76’, 78’ | Marcatori | 19’ Elsig 27’ Bremer 70’ Göransson |

| Arbitro: | Derlin (Bad Schwartau) |

|                                      |           |               |
| Popp 36’ Müller 38’ Pohlers 72’, 82’ | Marcatori | 23’ Schneider |

| Arbitro: | Kurtes (Düsseldorf) |

|                                        |           |                      |
| Chojnowski 56’ Moser 72’ Eberhardt 90’ | Marcatori | 76’ Maier 85’ Arnold |

| Arbitro: | Müller-Schmäh (Potsdam) |

|                                                 |           |              |
| Janssen 12’ Hartmann 52’, 74’, 85’ Doorsoun 82’ | Marcatori | 8’ F. Dongus |

| Arbitro: | Appelmann (Sörgenloch) |

|                            |           |                                            |
| Schneider 21’ Keilbach 36’ | Marcatori | 38’ Löwenberg 69’, 86’ Islacker 82’ Winczo |

| Arbitro: | Eisenhardt (Holzgerlingen) |

|                                                                                             |           |                        |
| Garefrekes 9’, 64’ Andō 11’ Behringer 25’ Schmidt 33’ Crnogorčević 36’ Šašić 66’ Tanaka 90’ | Marcatori | 54’ Keilbach 55’ Moser |

| Arbitro: | Wozniak (Herne) |

|                        |           |                              |
| Betz 36’ Schneider 90’ | Marcatori | 14’ Schnaderbeck 22’ Baunach |

| Arbitro: | Schultz (Wolfsburg) |

|                                                |           |                   |
| Landeka 15’, 78’ (rig.) Schiewe 35’ Seiler 80’ | Marcatori | 60’ (rig.) Demann |

#### Girone di ritorno
| Arbitro: | Söder (Norimberga) |

|  |           |                                                        |
|  | Marcatori | 40’ F. Dongus 65’, 89’ Keilbach 78’ Iwabuchi 79’ Moser |

| Arbitro: | Baitinger (Friesenheim) |

|              |           |                |
| Keilbach 70’ | Marcatori | 50’ Tarczyńska |

| Arbitro: | Appelmann (Sörgenloch) |

|                                                                |           |                              |
| Stoller 19’, 80’ Schneider 39’ (rig.) Cameron 57’ Iwabuchi 86’ | Marcatori | 23’, 49’ Claassen 34’ Schwab |

| Arbitro: | Derlin (Bad Schwartau) |

|                                    |           |  |
| Hegerberg 15’ Šimić 77’ Añonma 89’ | Marcatori |  |

| Arbitro: | Wozniak (Herne) |

|           |           |                       |
| Moser 19’ | Marcatori | 15’ Wagner 56’ Müller |

| Arbitro: | Baitinger (Friesenheim) |

|                                                    |           |           |
| Maier 22’ Clark 46’ Pankratz 57’ (rig.) Starke 88’ | Marcatori | 63’ Moser |

| Arbitro: | Schultz (Wolfsburg) |

|                   |           |              |
| Schneider 2’, 45’ | Marcatori | 17’ Hartmann |

| Arbitro: | Eisenhardt (Holzgerlingen) |

|                      |           |              |
| T. Dongus 20’ (aut.) | Marcatori | 62’ Iwabuchi |

| Arbitro: | Haider (Roth) |

|                                                                        |           |           |
| T. Dongus 24’ (aut.) Garefrekes 36’, 39’ Crnogorčević 58’ Marozsán 60’ | Marcatori | 62’ Moser |

| Arbitro: | Appelmann (Alzey) |

|                               |           |                               |
| Pankratz 1’ (aut.) Lotzen 17’ | Marcatori | 21’, 85’ Iwabuchi 55’ Stoller |

| Arbitro: | Rafalski (Baunatal) |

|                      |           |                  |
| Schneider 84’ (rig.) | Marcatori | 28’ (rig.) Muhle |

### DFB-Pokal
| Arbitro: | Michel (Magonza) |

|  |           | |
|  | Marcatori | 4’ Hartel 9’, 56’ Betz 17’, 82’ Demann 18’ Eberhardt 24’ Weiss 62’, 76’, 80’ F. Dongus 77’, 90’ Schneider 88’ Moser |

| Arbitro: | Rafalski (Baunatal) |

|                      |           |  |
| Grings 42’ Knopf 90’ | Marcatori |  |

## Statistiche

### Statistiche di squadra
| Competizione         | Punti | In casa | In casa | In casa | In casa | In casa | In casa | In trasferta | In trasferta | In trasferta | In trasferta | In trasferta | In trasferta | Totale | Totale | Totale | Totale | Totale | Totale | DR  |
| Competizione         | Punti | G       | V       | N       | P       | Gf      | Gs      | G            | V            | N            | P            | Gf           | Gs           | G      | V      | N      | P      | Gf     | Gs     | DR  |
| -------------------- | ----- | ------- | ------- | ------- | ------- | ------- | ------- | ------------ | ------------ | ------------ | ------------ | ------------ | ------------ | ------ | ------ | ------ | ------ | ------ | ------ | --- |
| Frauen-Bundesliga    | 23    | 11      | 4       | 3       | 4       | 21      | 24      | 11           | 2            | 2            | 7            | 18           | 37           | 22     | 6      | 5      | 11     | 39     | 61     | -22 |
| DFB-Pokal der Frauen | -     | -       | -       | -       | -       | -       | -       | 2            | 1            | 0            | 1            | 13           | 2            | 2      | 1      | 0      | 1      | 13     | 2      | +11 |
| Totale               | -     | 11      | 4       | 3       | 4       | 21      | 24      | 13           | 3            | 2            | 8            | 31           | 39           | 24     | 7      | 5      | 12     | 52     | 63     | -11 |

### Andamento in campionato
| Giornata  | 1 | 2 | 3 | 4 | 5 | 6 | 7 | 8 | 9  | 10 | 11 | 12 | 13 | 14 | 15 | 16 | 17 | 18 | 19 | 20 | 21 | 22 |
| --------- | - | - | - | - | - | - | - | - | -- | -- | -- | -- | -- | -- | -- | -- | -- | -- | -- | -- | -- | -- |
| Luogo     | C | T | T | C | T | C | T | C | T  | C  | T  | T  | C  | C  | T  | C  | T  | C  | T  | C  | T  | C  |
| Risultato | V | P | N | P | P | V | P | P | P  | N  | P  | V  | N  | V  | P  | P  | P  | V  | N  | P  | V  | N  |
| Posizione | 3 | 6 | 6 | 8 | 9 | 8 | 8 | 9 | 11 | 11 | 11 | 10 | 10 | 9  | 10 | 10 | 10 | 9  | 9  | 9  | 9  | 9  |

Legenda:

Luogo: C = Casa; T = Trasferta. Risultato: V = Vittoria; N = Pareggio; P = Sconfitta.

### Statistiche delle giocatrici
| Giocatore      | Frauen-Bundesliga | Frauen-Bundesliga | Frauen-Bundesliga | Frauen-Bundesliga | DFB-Pokal der Frauen | DFB-Pokal der Frauen | DFB-Pokal der Frauen | DFB-Pokal der Frauen | Totale   | Totale | Totale      | Totale     |
| Giocatore      | Presenze          | Reti              | Ammonizioni       | Espulsioni        | Presenze             | Reti                 | Ammonizioni          | Espulsioni           | Presenze | Reti   | Ammonizioni | Espulsioni |
| -------------- | ----------------- | ----------------- | ----------------- | ----------------- | -------------------- | -------------------- | -------------------- | -------------------- | -------- | ------ | ----------- | ---------- |
| T. Betz        | 20                | 2                 | 1                 | 0                 | 2                    | 2                    | 1                    | 0                    | 22       | 4      | 2           | 0          |
| S. Breitner    | 18                | 0                 | 0                 | 0                 | 2                    | 0                    | 0                    | 0                    | 20       | 0      | 0           | 0          |
| L. Bürger      | 1                 | 0                 | 0                 | 0                 | -                    | -                    | -                    | -                    | 1        | 0      | 0           | 0          |
| T. Cameron     | 8                 | 1                 | 0                 | 0                 | -                    | -                    | -                    | -                    | 8        | 1      | 0           | 0          |
| S. Chojnowski  | 10                | 1                 | 2                 | 0                 | 2                    | 0                    | 0                    | 0                    | 12       | 1      | 2           | 0          |
| K. Demann      | 22                | 1                 | 3                 | 0                 | 2                    | 2                    | 0                    | 0                    | 24       | 3      | 3           | 0          |
| F. Dongus      | 12                | 2                 | 3                 | 0                 | 2                    | 3                    | 0                    | 0                    | 14       | 5      | 3           | 0          |
| T. Dongus      | 18                | 0                 | 3                 | 0                 | 2                    | 0                    | 0                    | 0                    | 20       | 0      | 3           | 0          |
| A. Eberhardt   | 13                | 1                 | 0                 | 0                 | 0                    | 0                    | 0                    | 0                    | 13       | 1      | 0           | 0          |
| A. Fühner      | 6                 | 0                 | 0                 | 0                 | 0                    | 0                    | 0                    | 0                    | 6        | 0      | 0           | 0          |
| V. Giangrasso  | 1                 | 0                 | 0                 | 0                 | 1                    | 0                    | 0                    | 0                    | 2        | 0      | 0           | 0          |
| M. Giehl       | 4                 | 0                 | 1                 | 1                 | 0                    | 0                    | 0                    | 0                    | 4        | 0      | 1           | 1          |
| S. Häfele      | -                 | -                 | -                 | -                 | -                    | -                    | -                    | -                    | -        | -      | -           | -          |
| S. Hartel      | 8                 | 3                 | 0                 | 0                 | 2                    | 1                    | 0                    | 0                    | 10       | 4      | 0           | 0          |
| S. Hünerfauth  | -                 | -                 | -                 | -                 | -                    | -                    | -                    | -                    | -        | -      | -           | -          |
| L. Keilbach    | 6                 | 5                 | 1                 | 0                 | -                    | -                    | -                    | -                    | 6        | 5      | 1           | 0          |
| K. Kiel        | 11                | 0                 | 0                 | 0                 | -                    | -                    | -                    | -                    | 11       | 0      | 0           | 0          |
| K. Kober       | 5                 | -12               | 0                 | 0                 | 0                    | 0                    | 0                    | 0                    | 5        | -12    | 0           | 0          |
| M. Iwabuchi    | 21                | 6                 | 2                 | 0                 | 1                    | 0                    | 0                    | 0                    | 22       | 6      | 2           | 0          |
| J. Meißner     | 7                 | 0                 | 0                 | 0                 | -                    | -                    | -                    | -                    | 7        | 0      | 0           | 0          |
| M. Moser       | 21                | 6                 | 2                 | 0                 | 2                    | 1                    | 0                    | 0                    | 23       | 7      | 2           | 0          |
| L. Pankratz    | 22                | 2                 | 2                 | 0                 | 2                    | 0                    | 0                    | 0                    | 24       | 2      | 2           | 0          |
| A. Rheinheimer | 1                 | 0                 | 0                 | 0                 | -                    | -                    | -                    | -                    | 1        | 0      | 0           | 0          |
| C. Schneider   | 21                | 7                 | 2                 | 0                 | 2                    | 2                    | 0                    | 0                    | 23       | 9      | 2           | 0          |
| J. Steinert    | 1                 | 0                 | 0                 | 0                 | -                    | -                    | -                    | -                    | 1        | 0      | 0           | 0          |
| S. Stoller     | 17                | 3                 | 0                 | 0                 | 1                    | 0                    | 0                    | 0                    | 18       | 3      | 0           | 0          |
| M. Tufeković   | 1                 | -3                | 0                 | 0                 | -                    | -                    | -                    | -                    | 1        | -3     | 0           | 0          |
| L. Weiss       | 12                | 0                 | 0                 | 0                 | 2                    | 1                    | 0                    | 0                    | 14       | 1      | 0           | 0          |
| A. Vetterlein  | 18                | -46               | 1                 | 0                 | 2                    | -2                   | 0                    | 0                    | 20       | -48    | 1           | 0          |